# Locução gramatical
Locução gramatical é um conjunto de duas ou mais palavras que possuem apenas um significado, e uma única classe gramatical. Variam de acordo com a classe gramatical das palavras que a compõem.

## Tipos

### Locução adjetiva
A locução adjetiva é geralmente formada por preposição e substantivo que, em conjunto, possuem valor de adjetivo. Porém, também pode ser formada pela combinação de preposição ou locução prepositiva com substantivo, advérbio, pronome, verbo ou numeral. Algumas locuções adjetivas possuem adjetivos correspondentes, podendo ser substituídas por estes. Exemplos:
- Noite de chuva (a locução "de chuva" pode ser substituída pelo adjetivo "chuvosa")
- Vida com limites (a locução "com limites" pode ser substituída pelo adjetivo "limitada")

### Locução verbal
Uma locução verbal é formada por um verbo auxiliar (conjugado) e pelo verbo principal (no infinitivo, gerúndio ou particípio). Elas exercem função de verbo.
A locução constitui um todo, os verbos auxiliares apenas indicam as conjugações, tal como em estava indo e terá falado.
Nela se enquadram os tempos compostos, que são formados pelos verbos auxiliares ter ou haver, seguidos do particípio do verbo que se quer conjugar. Outro tipo de conjugação composta - também chamada conjugação perifrástica - são as locuções verbais,constituídas de verbos auxiliares mais gerúndio ou infinitivo

### Locução interjetiva
As locuções interjetivas  são grupos de quatro ou menos palavras que funcionam solidariamente como uma interjeição, admitindo as mesmas características de invariabilidade e a mesma função de exprimir o estado sentimental apenas nas falas ou em raros casos de citação pelo narrador. Segue-se alguns exemplos de locuções interjetivas: Macacos me mordam! Raios o partam! Quem me dera! Puxa vida! Meu Deus do céu! Não Aguento mais essa aula! Minha Nossa Senhora! Quem diria! Que horror! Cruz credo! "Alto lá! Ai de mim! Bico fechado! Ora, bolas!

### Locução adverbial
Uma locução adverbial ocorre quando duas ou mais palavras exercem função de advérbio. São conjuntos de palavras, geralmente introduzidos por uma preposição, que exercem a função de advérbio.

#### Classificação
- de tempo (quando?): às vezes; à tarde, à noite; de manhã; de repente; hoje em dia; em breve; a qualquer momento; de vez em quando.
- de lugar (onde?): à direita; à esquerda; ao lado; à frente; de longe; de perto; em volta
- de modo (como?): às avessas; às claras; às direitas; às escuras; ao acaso; a torto e a direito; ao contrário; a sós; de bom grado; de cor; de má vontade; em geral; em silêncio; em vão; de cor; sem medo; ao vivo; de mansinho etc.
- de afirmação: com certeza; com efeito; de fato; na verdade; sem dúvida, claro que sim, sempre, etc.
- de negação: de forma alguma; de maneira nenhuma; de modo algum; de jeito nenhum; em hipótese alguma
- de dúvida: quem sabe; por certo; ao acaso; se possível etc.
- de intensidade: de todo; de pouco; de muito; em excesso; por completo
- de meio ou instrumento: cortar à faca (à faca); escrever à mão(à mão); andar a pé (a pé); viajar de avião (de avião); andar de bicicleta (de

### Locução conjuntiva
Quando duas ou mais palavras exercem função de conjunção dá-se-lhes o nome de locução conjuntiva. São exemplos de locuções conjuntivas: à medida que, apesar de, a fim de que,por que.
As locuções conjuntivas são duas ou mais palavras que funcionam solidariamente como conjunções estabelecendo relações entre as orações dos enunciados. As locuções conjuntivas mantêm também a mesma característica de invariabilidade (funcionam coletivamente como palavras invariáveis) e a mesma classificação das conjunções. São mais numerosas que as próprias conjunções.
Na maioria das vezes as locuções conjuntivas são terminadas pela palavra "que", segue alguns exemplos: já que, visto que, uma vez que, na medida em que, ainda que, mesmo que, se bem que, por mais que, apesar de que, desde que, contanto que, a menos que, a não ser que, a fim de que, para que, à medida que, à proporção que, ao passo que, sempre que, logo que, assim que, antes que, depois que, até que, entre outras.
As principais diferenças entre uma conjunção e uma locução conjuntiva é que essa última costuma aparecer mais no início da frase e dificilmente é sucedida por uma vírgula (","), também são muito raros os casos em que uma locução conjuntiva é sucedida por um ponto ("."). Segue alguns exemplos de frases com as conjunções marcadas em itálico: "Maria não dorme desde que seu tio morreu."; "À proporção que Letícia foi parando de fumar, sentiu-se mais bem disposta com o trabalho."; "À medida que aquele cachorro vem crescendo, vem comendo mais ração."; "Já que não está com fome, vou comer a sua parte.".

### Locução pronominal
Quando duas ou mais palavras exercem a função de pronome dá-se-lhes o nome de locução pronominal. São exemplos: nós mesmos, eles próprios, o qual, a qual, os quais, as quais, Vossa Alteza, Vossa Majestade, Vossa Excelência, Vossa Santidade, Vossa Senhoria, cada qual, qualquer um, quem quer que, todo aquele que, seja qual for, seja quem for, todo o mundo, etc.

### Locução denotativa
Quando duas ou mais palavras exercem função de palavra denotativa dá-se o nome de locução denotativa. São exemplos: além disso, e ainda por cima, além do mais, entre outras.